# Heterochelus nigrotusus
Heterochelus nigrotusus är en skalbaggsart som beskrevs av Dombrow 2001. Heterochelus nigrotusus ingår i släktet Heterochelus och familjen Melolonthidae. Inga underarter finns listade i Catalogue of Life.